# Captains Courageous

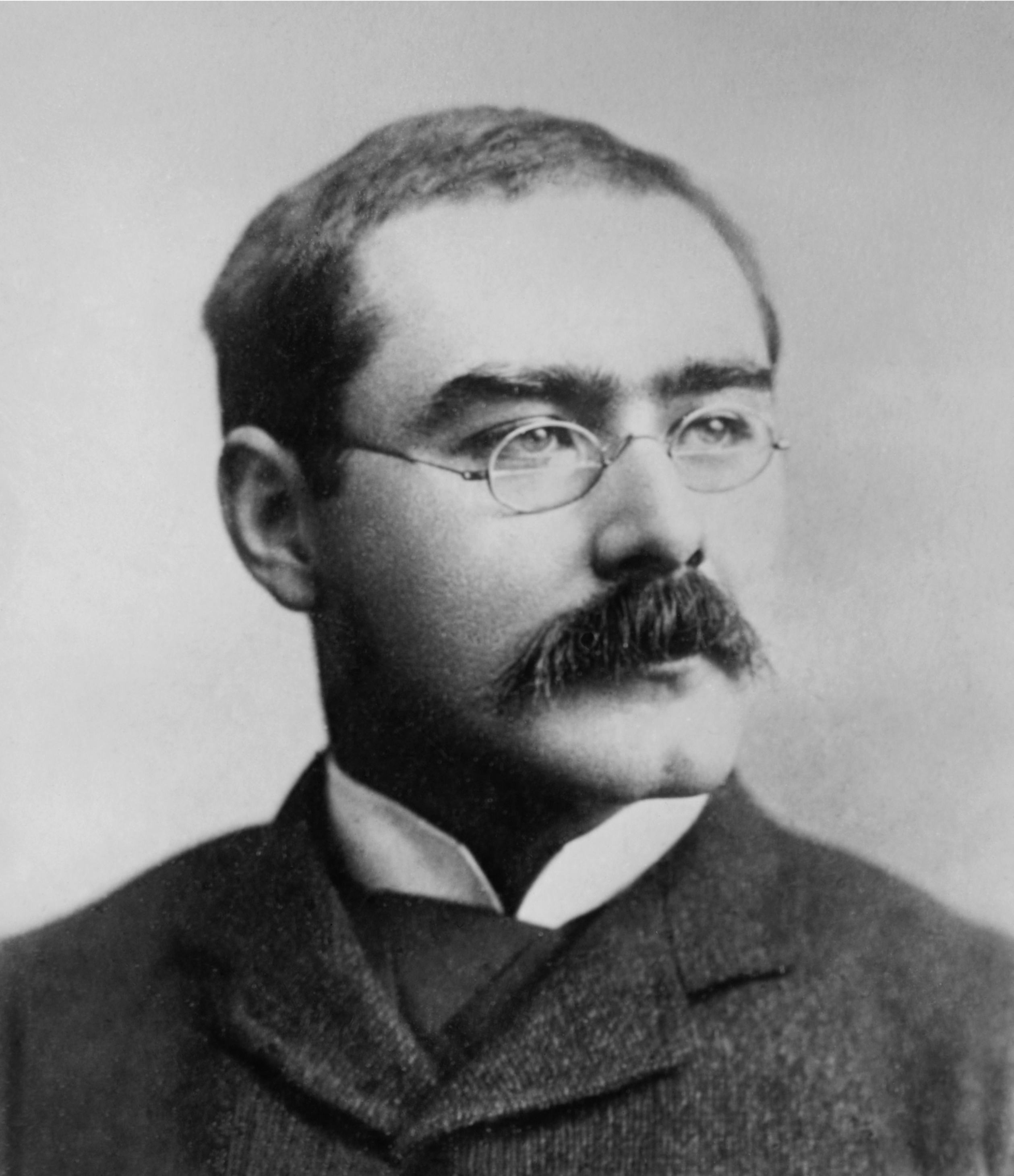
Rudyard Kipling

Captains Courageous ist ein Roman des englischen Schriftstellers Rudyard Kipling, der 1897 in London und New York veröffentlicht wurde. Kipling erzählt die Geschichte eines 15-jährigen Millionärssohnes, der, durch einen fast tödlichen Unfall aus seinem Milieu gerissen, eine neue Sicht auf die Welt und seine Rolle darin erwirbt. Kipling hatte seine Dschungelbücher schon veröffentlicht und dieser neue Roman „mit seiner genialen Mischung aus Abenteuer, Bildungsroman, Sozialstudie, Porträt eines alten Handwerks und Skizze der aufstrebenden USA sollte ihn noch berühmter machen.“
Die Abenteuergeschichte wurde mehrfach für Film, Bühne und Literatur adaptiert. Im deutschsprachigen Raum wurde sie unter den Buchtiteln Brave Seeleute, Fischerjungs und Über Bord herausgegeben.

## Übersicht

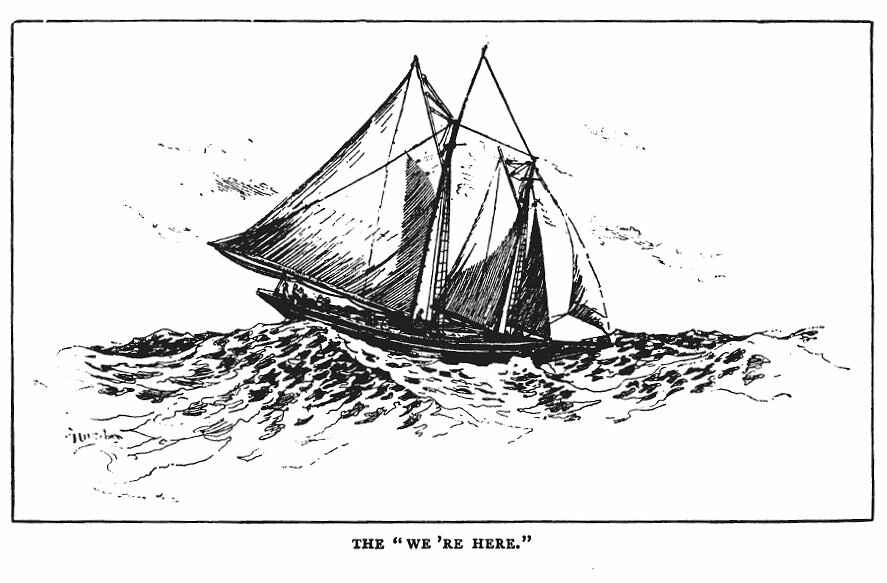
Illustration We’re Here für Captains Courageous, Isaac Walton Taber, New York 1897

Der 15-jährige Harvey Cheyne Jr., Sohn eines mit Eisenbahnen reich gewordenen Selfmade-Millionärs, gilt als arrogant und verweichlicht. Bei der Überquerung des Atlantiks fällt er bei einem Sturm über Bord und wird von einem der Fischer aus der Mannschaft des Schoners We’re Here gerettet, der von Gloucester an der Nordostküste Amerikas zu den fischreichen Gewässern im Atlantik vor Neufundland gestartet ist. Der Junge verlangt vom Kapitän des Schoners, zum Festland gebracht zu werden und verspricht eine ansehnliche Belohnung. Er erzählt dem Kapitän des Schoners, Disko Troop, von seiner Herkunft und vom Reichtum seiner Familie, was die Fischer aber für Märchen halten.
Da sie durch die Rückkehr zum Festland wertvolle Zeit beim Fischfang in der Sommersaison verlieren würden, bleiben sie in den Fanggründen. Harvey, dem der raue Ton an Bord und körperliche Arbeit bisher völlig fremd sind, muss sich als zusätzlicher Schiffsjunge Kost und Logis verdienen. Langsam erlernt er die Grundzüge des Fischerhandwerks im Umkreis der Neufundlandbank und erringt die Achtung und schließlich auch die Freundschaft der Besatzung, insbesondere mit Dan, dem Sohn des Kapitäns. Somit wird im Laufe der Zeit aus dem verwöhnten Millionärszögling ein abgehärteter und Selbstdisziplin gewohnter junger Erwachsener.
Als der längst totgeglaubte Harvey nach abenteuerreichen Monaten auf See nach Gloucester zurückkehrt, ist er ein anderer geworden und sein Vater, der Eisenbahntycoon, doppelt glücklich: Sein Sohn hat endlich die von ihm erhoffte Entwicklung durchgemacht und wird in Zukunft seine Mitmenschen nicht mehr nach Herkunft und Vermögen einschätzen, sondern nach ihren Fähigkeiten. Seine Dankbarkeit zeigt sein Vater, Harvey Cheyne senior, indem er den Fischerssohn Dan auf einem seiner Tea Clipper anheuern lässt und seine Ausbildung zum Kapitän mitfinanziert.

## Titel
Die „mutigen Kapitäne“ sind die einer englischen Hilfstruppe, die 1584 eine niederländische Armee bei der Belagerung des von Spanien besetzten Gent unterstützen. Der Titel basiert auf der Einleitungszeile der vermutlich im 17. Jahrhundert entstandenen englischen Ballade Mary Ambree über eine junge Frau, die nach dem Tod ihres Geliebten Männerkleidung, Rüstung und Waffen anlegt und seinen Platz einnimmt, um ihn zu rächen. In diese Anspielung auf die Ballade kündigt sich der Identitätswechsel der Hauptfigur des Romans an.
Als Serie erschien der Roman in Fortsetzungen von November 1896 bis Mai 1897 in McClure’s Magazine vor der Veröffentlichung als Buch. Die erste deutsche Übersetzung durch F. Lavand erfolgte 1902 unter dem Titel Brave Seeleute, die zweite Übersetzung ins Deutsche durch N. Jacques von 1930 trug den Titel Fischerjungs. Da die titelgebende Ballade mit ihren ersten Worten (Captains Courageous) sowohl für die deutsche Leserschaft kaum bekannt ist als auch wegen der Hervorhebung der Hauptfigur und ihrer Entwicklung nach dem Über-Bord-Fallen wurden die beiden neuesten Übersetzungen von Gisbert Haefs 2007 und 2015 mit dem vom Original abweichenden Titel Über Bord veröffentlicht.

## Recherchen

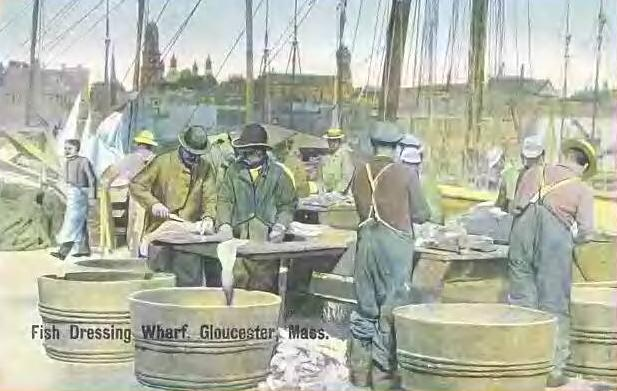
Zerteilen des Kabeljaus im Hafen von Gloucester, kolorierte Postkarte, 1908

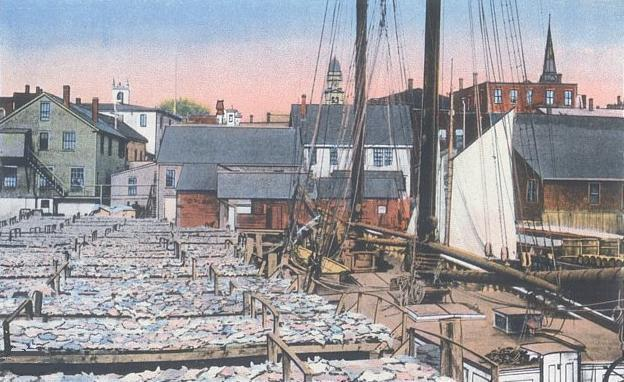
Trocknen des Kabeljaus im Hafen von Gloucester, kolorierte Postkarte, 1915

Kipling begann mit den Vorarbeiten für den Roman Anfang Februar 1896, als er und seine Frau in Naulakha, Vermont, lebten. Der dort ansässige Arzt James Conland berichtete ihm von seiner Jugendzeit auf einem Schoner auf den Neufundlandbänken ausführlich, was Kipling zum Thema des Werks inspirierte: „Die US-Ausgabe war Dr. James Conland gewidmet. [...] Mein Anteil war das Schreiben, seiner die Details.“ Schon am 11. Februar notierte Caroline Kipling, dass Captains Courageous „Gestalt annehmen“ würde.
In der Folge recherchierte Kipling intensiv über die Fischereiflotten New Englands. Am 18. Februar ersuchte er den Washingtoner Anwalt William Hallett Phillips um Zusendung von Statistiken und anderem Material zu den Great Banks. Das Ehepaar besuchte die Fischereihäfen in Boston und Gloucester, um dort die Hafenanlagen, die Schiffe und Werkzeuge zu studieren. Der Arzt Conland sezierte auf Kiplings Bitten hin einen Kabeljau auf althergebrachte Weise der Fischer, um ihn zum einen mit der Anatomie und zum anderen mit dem Arbeitsprozess vertraut zu machen.
Noch im August 1896 besuchte Kipling erneut Gloucester, um sich die dortige Gedenkstätte anzuschauen, die für die auf See verstorbenen Männer der Kabeljau-Fischereiflotte errichtet worden war. Aufgrund dieser Vorarbeiten musste sich Kipling später oft des Urteils erwehren, er habe nur eine Reportage verfasst. Darauf entgegnete er: „Ich wollte sehen, ob ich die ziemlich schöne amerikanische Atmosphäre einfangen und halten konnte, die bereits im Verschwinden war. Ein Dankeschön an Conland, dass ich dem nahekam.“
Auch die Details der eiligen Eisenbahnfahrt von Harveys Eltern im eigenen Salonwagen quer durch Amerika von der West- zur Ostküste nach der Rückkehr Harveys aufs Festland hat Kipling detailliert recherchiert; der ihn hier beratende Eisenbahnkönig F. N. Finney jagte zur Bestätigung des Plans sogar einen Zug über die ausgearbeitete Strecke.

## Einflüsse, Erzählweise und Einordnung
Der Roman gilt als ein Bildungsroman des Viktorianischen Zeitalters: „Körperliche Abhärtung, Selbstbeherrschung und Bereitschaft, gehorchen zu lernen und gelegentlich eine Tracht Prügel einzustecken – das waren nach Meinung Kiplings und der Verfechter der viktorianischen Tradition die Voraussetzungen, unten denen Knaben zu Männern werden.“
Kipling schildert detailliert damalige Fischereitechniken. Anfangs bemängelten die amerikanischen Kritiker des Romans wegen Kiplings Milieustudie in den unteren Rängen der Gesellschaft das angebliche Nachlassen seines Stils – „Kipling seinerseits gab immer wieder zu verstehen, dass ihm die Welt und die arbeitende und leidende Menschheit unendlich viel wichtiger waren als theoretische Debatten feiner Seelen in Salons. Was Harvey Cheney seinem Vater gegenüber erwähnt, könnte als Motto über einer Analyse von Kiplings Werken stehen: 'Troop [der Kapitän des Schoners We’re Here] sagte, die interessanteste Sache auf der Welt ist, rauszukriegen, wie dein Gegenüber sein Brot verdient.'“ Kipling revanchierte sich mit einer Reprise über den pleonastischen Stil seiner Kritiker, weil er genau wusste, dass er aufgrund seiner Vorarbeiten seinen Stil verändert hatte.
Rudyard Kiplings Stil zeige sich hierbei deutlich von ähnlichen Geschichten Robert Louis Stevensons beeinflusst. Allerdings reduziere Kipling im Gegensatz zu ihm die Erzählung auf den wesentlichen Kern. Anders als Herman Melville, dessen Moby Dick Kipling jedoch erst um 1903 als Schullektüre zur Kenntnis nehmen sollte, und Joseph Conrad, dessen Erzählung The Nigger of the Narcissus ein knappes Jahr später erschien, war Kipling kein ehemaliger Seemann, sondern ein Berufsautor, der sich in die maritime Welt dank seiner Recherche einfühlen musste. Er selbst sah dieses Werk auch als Würdigung des von ihm verehrten Mark Twain an.

## Ausgaben

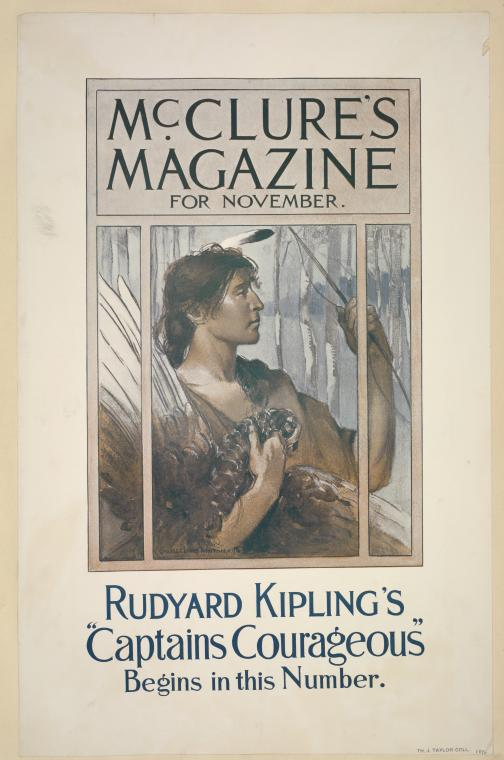
Umschlag von McClure’s. Damit nahm die Serienveröffentlichung des Romans im November 1896 ihren Anfang.

- Captains Courageous. A Story of the Grand Banks. London 1897.
- Captains Courageous. A Story of the Grand Banks. New York 1897.
- In: Edition de Luxe. The Writings in Prose and Verse. 38 Bände. 1897–1938, Band  12, London 1898.
- In: Bomby Edition. 31 Bde., 1913–1938, Band 10, London 1913.
- In: Complete Works. Sussex Edition. 35 Bände. Band 20, London 1937–1939.
- Captains Courageous. A Story of the Grand Banks. London 1950.
- Captains Courageous. A Story of the Grand Banks. New York 1959.
- Captains Courageous. A Story of the Grand Banks. New York 1970.
- Captains Courageous. A Story of the Grand Banks. London 1982.
- Captains Courageous. A Story of the Grand Banks. Bantam, New York 1985.

Übersetzungen:
- Brave Seeleute. Übersetzung ins Deutsche von F. Lavand, Berlin 1902.
- Fischerjungs. Übersetzung ins Deutsche durch N. Jacques, Leipzig 1930.
  - nach dieser letztgenannten Neuübersetzung unter dem Titel Fischerjungs auch in der Gesamtwerkausgabe, herausgegeben von J. Gottwald. Band 3. München 1965, 1976 und Nachdruck 1978.
- Über Bord, neuübersetzt und herausgegeben von Gisbert Haefs. Mare, Hamburg 2007, ISBN 978-3-86648-072-8.
- Über Bord, herausgegeben und übersetzt von Gisbert Haefs. Illustriert von Christian Schneider, Büchergilde Gutenberg: Frankfurt a. M. 2015, ISBN 978-3-7632-6731-6.

## Adaptionen
Captains Courageous wurde dreimal verfilmt:
- 1937 als Captains Courageous, in Anlehnung an den Plot, produziert von Louis D. Lighton, unter der Regie von Victor Fleming. Zu den Darstellern gehörten Spencer Tracy, Freddie Bartholomew, Lionel Barrymore, Melvyn Douglas, Mickey Rooney und John Carradine. Spencer Tracy erhielt für seine Rolle im Film den Oscar in der Kategorie Bester Hauptdarsteller (Tracy), zudem war der Film nominiert in den Kategorien Bester Film, Bestes adaptiertes Drehbuch und Bester Schnitt.
- 1977 als Fernsehverfilmung enger am Buch orientiert unter der Regie von Harvey Hart und mit den Darstellern Karl Malden (Troop), Ricardo Montalbán (Manuel), Fritz Weaver, Fred Gwynne sowie Neville Brand.
- 1996 ebenfalls als Fernsehfilm, Regie: Michael Anderson, Darsteller: Robert Urich, Duncan Fraser, Kenny Vadas, Kaj-Erik Eriksen, Sandra Nelson und Colin Cunningham.

Musical:
- Captains Courageous, The Musical, 1999. Off-Broadway-Produktion im Manhattan Theatre Club.

Literatur:
- The Billion Dollar Boy von Charles Sheffield erzählt die Geschichte von Captains Courageous als Science-Fiction-Roman nach